# Ruínas da Estância Santa Clara
As Ruínas da Estância de Santa Clara é um sítio arqueológico histórico localizado no estado do Rio Grande do Sul, próximo ao município de Quaraí, região fronteiriça com Uruguai.

## História da Estância
As estâncias da região de Quaraí são provenientes das sesmarias doadas pela Coroa Portuguesa para famílias com criação de gados, com o intuito de garantir a posse do território, pois havia muitos conflitos com a Coroa Espanhola nas fronteiras com o Uruguai. Com o tempo, as funções e características dessas estâncias foram se modificando.
Com os estudos das peças encontradas nas escavações, a estância apresenta ocupações mais no final do século XIX e início do XX.
No década de 1970, a Estância Santa Clara foi adquirida por Ivo Wagner, atual proprietário.

## A Escavação Arqueológica

### As Intervenções
O Professor Doutor Saul Milder e sua equipe iniciou a primeira intervenção em 28 de abril de 2009. Nesta primeira intervenção foi feita a prospecção, onde se observou duas ruínas de edificações: A sede da estância e um galpão. Fizeram registros fotográficos e medições das edificações. E abriram cinco poços testes. Foram encontrados fragmentos de louças e cravos, datados do século XIX e vestígios pré-históricos.
Entre os dias 11 e 14 de junho de 2009 foi realizada a segunda intervenção. Abriram mais oitos poços e encontraram vestígios de louças, vidro, telhas e metais.
Entre junho de 2010 e fevereiro de 2012, o Professor Doutor Saul Milder fez novas escavações na estância e encontraram material lítico associado a grupos de caçadores coletores que habitaram a região na pré-história.

### Artefatos encontrados em 2009
O processo de curadoria foi feita pelo Laboratório de Estudos e Pesquisas Arqueológicas da Universidade Federal de Santa Maria (LEPA/UFSM). Foram catalogados 189 fragmentos de louça; 427 fragmentos de ossos; 85 peças líticas; 173 fragmentos e 5 frascos inteiros de vidro; 189 metais; e 277 fragmentos de telhas e tijolos.
Ao analisar as louças, constatou-se que 175 peças eram de faiança fina, muito utilizadas no século XIX. 11 peças de ironstone decoradas com friso dourados, muito comum na década de 1870, 1 peça de grés, presente no Brasil desde o século XVII até os dias, e 2 louças modernas.
Entre os fragmentos de faiança fina, com relação ao esmalte, predominam o "whiteware" e somente dois fragmentos são "creamware". Com base nesta análise, pressupõe-se que a ocupação da Estância Santa Clara foi entre o final do século XIX e início do século XX. Com relação à decoração das louças, esta apresenta-se bastante variada (padrão Shell Edged, trigal, carimbada) indicando a utilização a partir da segunda metade do século XIX. Também foram encontrados tanto fragmentos com decoração de baixo custo como de valor elevado. Em alguns foi possível identificar o fabricante, como a fábrica inglesa "J & G Meakin LTD.". O estudo dos fragmentos levou-se a conclusão que a utilização das louças não era tão intenso na Estância Santa Clara, onde o status deveria estar mais atrelado às posses de terras e animais.

### Artefatos encontrados entre 2010 e 2012
O processo de curadoria foi feita pelo Laboratório de Estudos e Pesquisas Arqueológicas da Universidade Federal de Santa Maria (LEPA/UFSM). Foram catalogados 180 peças com mais de 15.000 anos de idade.